# Université Adelphi
L'université Adelphi  (anglais : Adelphi University) est une université privée non confessionnelle située à Garden City, dans le comté de Nassau, dans l'État de New York, aux États-Unis.

## Personnalités liées à l'université

### Enseignants
- Al Davis (1929–2011) coach du Adelphi College football team de 1950 à 1951
- Paul Moravec, prix Pulitzer 2004 en composition musicale
- Frances Perkins, professeur de sociologie, ancienne secrétaire au Travail sous Franklin D. Roosevelt

### Étudiants
- Chris Armas – ancien joueur de soccer
- Nancy Buirski, réalisatrice de films documentaires
- Melanie Chartoff - actrice et comédienne
- Chuck Connors – joueur de basketball
- Chuck D (Carlton Ridenhour) – rappeur américain
- Paul Ekman – psychologue
- Alice Hoffman – écrivaine
- Jonathan Larson – compositeur, scénariste, réalisateur et acteur
- Donna Orender (née Geils; born 1957) – joueuse de basket-ball américaine
- Mike Windischmann – soccer
- Jacqueline Woodson – auteur de livres pour la jeunesse
- Bob Beamon – athlète américain
- Flavor Flav – rappeur

### Docteurshonoris causa
- Evelyn Berezin (1925-2018), ingénieure